# Imre Szellő
Imre Szellő (ur. 27 lipca 1983 w Ceglédzie) – węgierski bokser, dwukrotny medalista mistrzostw Unii Europejskiej Cetniewo 2008 i Odense 2009.